# Дарау
Дарау (араб. دراو‎) — город на юге Египта, расположенный на территории мухафазы Асуан.

## Географическое положение
Город находится в северной части мухафазы, на правом берегу Нила, на расстоянии приблизительно 31 километра к северо-северо-востоку (NNE) от Асуана, административного центра провинции. Абсолютная высота — 89 метров над уровнем моря.

## Демография
По данным переписи 2006 года численность населения Дарау составляла 38 400 человек.
Динамика численности населения города по годам:
| 1996   | 2006   | 2018   |
| ------ | ------ | ------ |
| 30 732 | 38 400 | 54 905 |

## Транспорт
Ближайший гражданский аэропорт расположен в городе Асуан. К востоку от Дарау находится одноимённая база ВВС Египта.